# 平盛路街道
平盛路街道是中华人民共和国山西省大同市云冈区下辖的一个街道。2021年3月，设立平盛街道。以原和顺街道的安宁里、安定里、安荣里、安华里、安圆里、安美里、安馨里7个社区居委会的行政区域为平盛街道的行政区域。现称平盛路街道。

## 行政区划
平盛路街道下辖安宁里、安定里、安荣里、安华里、安圆里、安美里、安馨里7个社区居委会。